# Maurice Van Den Bemden
Maurice Van Den Bemden (ur. 22 listopada 1891 w Antwerpii, zm. 20 grudnia 1967 tamże) – belgijski hokeista na trawie i tenisista rywalizujący na igrzyskach w Antwerpii 1920.
Wraz z drużyną hokejową zdobył brązowy medal. W turnieju tenisowym startował bez sukcesów w grze pojedynczej i podwójnej.